# Gare de Lucerne
 (7 décembre 2021).
La gare de Lucerne est la principale gare ferroviaire de la commune suisse de Lucerne dans le canton homonyme.

## Situation ferroviaire
Établie à 436 mètres d'altitude et en impasse, la gare de Lucerne est située aux points kilométriques 95,09 de la ligne de l'Emmental et de la ligne de Lucerne à Zoug, 0 de la ligne du Gothard (section Lucerne - Immensee), 46,91 de la ligne du Seetal et 0 de la ligne du Brünig.
La gare est dotée de 7 quais et 14 voies dont 11 voies à écartement normal et 3 voies métriques. Il existe également une zone d'accueil des trains de marchandises ainsi qu'un dépôt équipé d'une rotonde.

## Histoire
La première gare ferroviaire de Lucerne a été ouverte en 1856, au bord du lac des Quatre-Cantons, en même temps que la mise en service du dernier tronçon du Schweizerische Centralbahn (Chemins de fer du central suisse) qui reliait Olten à Bâle. Elle était construite en bois.
Le 1er juin 1864, le premier train de la Compagnie Chemin de fer Zurich - Zoug - Lucerne arrivait en gare de Lucerne par la voie passant par Affoltern/Albis - Zoug. Le trajet des cinq paires de trains reliant Zurich à Lucerne chaque jour, durait environ deux heures et demi
La proximité avec le lac, son emplacement privilégié dans la ville ont contribué au succès de la gare dès le XIXe siècle ainsi que le début de l'exploitation de bateaux à vapeur sur le lac des Quatre-Cantons ainsi que la mise en service de nouvelles lignes ferroviaires vers Zoug, la gare centrale de Zurich, vers Berne en plus de la ligne du Gothard et de la voie métrique du Brünig. Lucerne est ainsi devenue un important nœud ferroviaire.
En 1896, une nouvelle gare a été mise en service à la place de l'ancienne. Le nouveau bâtiment, plus imposant que l'ancien, disposait d'un imposant dôme en verre lequel a servi de modèle à celui de la gare d'Anvers-Central.
L'accès à cette nouvelle gare ne nécessitait plus de traverser des passages à niveau comme avec l'ancien tracé puisque les voies pénétraient en gare par l'intermédiaire de terre-pleins. Les voies de la ligne du Brünig y ont également été intégrées. La ligne en direction d'Olten et Bâle a été mise sous tension le 23 février 1924,. Le reste des lignes ont été électrifiées plus tard. Depuis 1910, des projets ont existé pour élargir la gare à la suite de l'augmentation de la demande et à l'arrivée à la limite de sa capacité. Néanmoins, ces projets ont été freinés par le début de la Première Guerre mondiale.
La gare a été détruite à la suite d'un grave incendie (nl) survenu le 5 février 1971,. En attendant la décision de reconstruire la gare, des bâtiments provisoires ont été mis en place pour assurer la continuité du service ferroviaire. En 1980, les CFF ainsi que CarPostal, le canton et la ville de Lucerne se sont lancés dans un concours architectural pour la rénovation intégrale de la gare en mettant l'accent sur son intégration urbaine et sa place dans le futur du développement de la ville.
La nouvelle gare a été dessinée par Santiago Calatrava Valls et dispose de quais plus longs qu'auparavant ainsi que d'un centre commercial souterrain. Elle a été mise en service en 1991. En 1998, une correspondance souterraine a été mise en place pour accéder au palais de la culture et des congrès de Lucerne. En 1999, la gare a été adaptée pour recevoir à quai des trains à deux étages des CFF,.

### Projet
En 2023, les CFF, la ville de Lucerne et la Confédération, ont présenté le projet de construction d'une nouvelle gare et de nouvelles voies souterraines afin de d'éliminer les goulots d'étranglement. La gare aura un hall de 44 mètres de large, comprenant quatre voies. De même, il est prévu un percement de deux tunnels: le tunnel Dreilinden de 3,8 km de long et le tunnel Neustadt de 2,1 km de long.

## Service des voyageurs

### Accueil

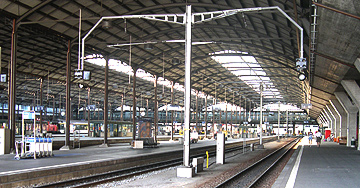
Marquise de la gare de Lucerne.

Gare des CFF, voyant également passer des trains de la ZentralBahn et de la Südostbahn, elle est dotée d'un bâtiment voyageurs comprenant une importante galerie commerçante mais aussi d'un guichet des CFF assurant la vente des titres de transport.
En 2023, la gare est utilisée par plus de 100 000 voyageurs par jour.

### Desserte

#### Trafic grandes lignes

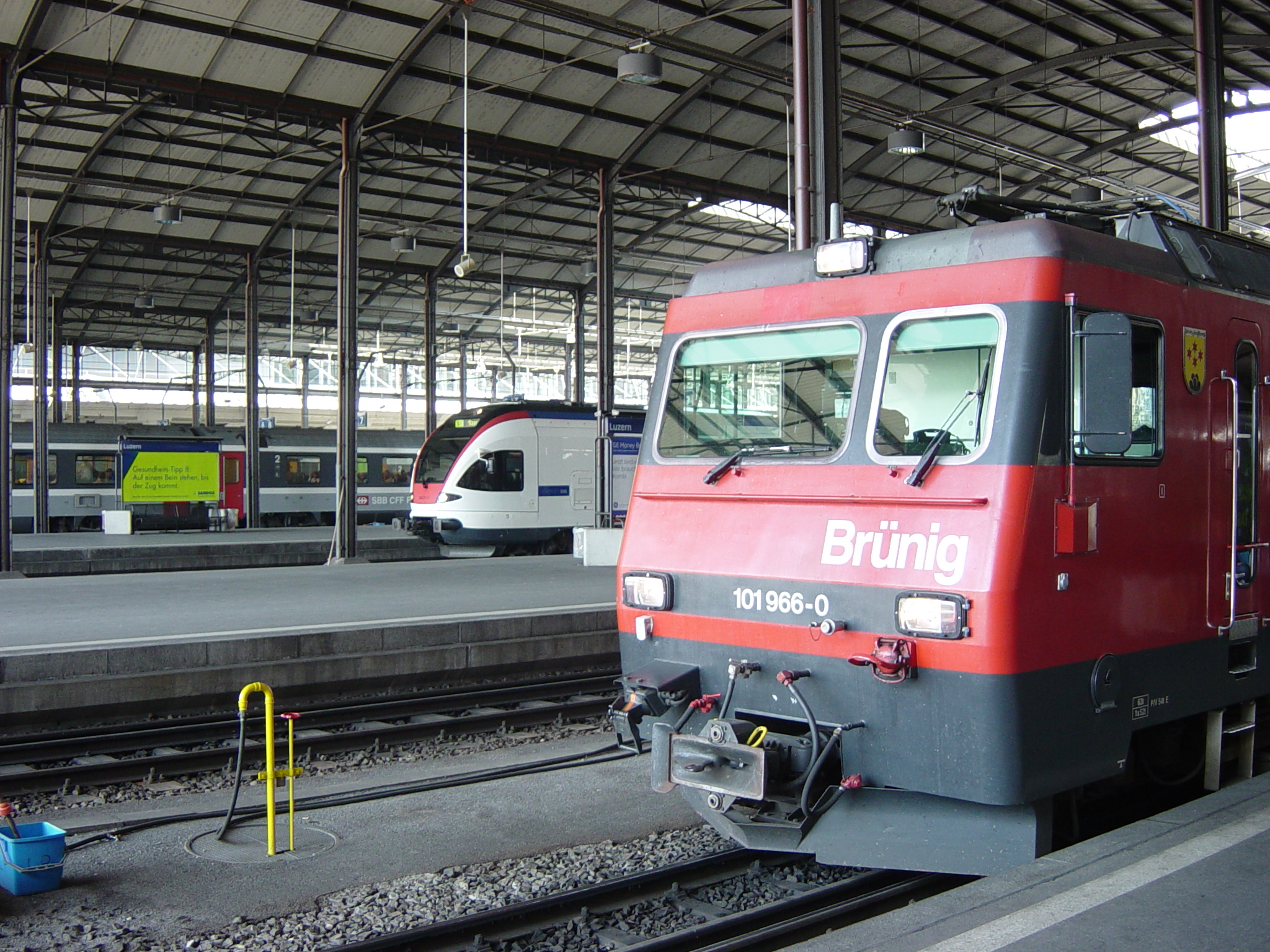
Trains sous la marquise de la gare de Lucerne.

La gare de Lucerne est l'un des nœuds ferroviaires majeurs du réseau des trains grandes lignes suisses. Elle est desservie régulièrement par des trains circulant en direction de Genève, Berne, Bâle, Zurich, Constance ou encore Lugano, voire vers la gare de Milan-Centrale en Italie.
Il circule ainsi un train InterCity (ligne 21) direct toutes les deux heures entre Bâle et Lugano, prolongés plusieurs fois par jour jusqu'à Milan en tant qu'EuroCity. Ce train circule en alternance toutes les deux heures avec les trains de la ligne InterRegio 26 reliant Bâle à Erstfeld (prolongés à certains moments de l'année jusqu'à Airolo). Il circule en complément un train InterRegio 27 par heure et par sens entre Lucerne et Bâle via Olten effectuant davantage d'arrêts ainsi qu'un train InterRegio 15 par heure en direction de Berne, Lausanne et Genève-Aéroport.
Il circule vers Zurich un train InterRegio 70 par heure avec un seul arrêt à Zoug ainsi qu'un autre train par heure de la ligne InterRegio 75 en direction de Constance via la gare centrale de Zurich effectuant davantage d'arrêts ainsi qu'un train Voralpen-Express par heure reliant Lucerne à Saint-Gall,,. La desserte de Zurich à Lucerne est complétée par un train InterRegio supplémentaire par heure en heure de pointe (vers Zurich le matin et vers Lucerne le soir). Il circule également sur les voies métriques au départ de Lucerne un train InterRegio « Luzern-Interlaken Express » par heure en direction d'Interlaken ainsi qu'un InterRegio « Luzern-Engelberg Express » par heure en direction d'Engelberg.
- Bâle CFF – Olten – Lucerne – Arth-Goldau – Bellinzone  – Lugano – Chiasso – Côme San Giovanni – Monza – Milan-Centrale
- 21 Bâle CFF – Olten – Lucerne – Arth-Goldau – Bellinzone – Lugano
- 15 Genève-Aéroport – Genève-Cornavin – Nyon – Morges – Lausanne – Palézieux – Romont – Fribourg – Berne – Zofingue – Sursee – Lucerne
- 26 Bâle CFF – Olten – Lucerne – Arth-Goldau – Schwyz – Brunnen – Flüelen – Erstfeld – Göschenen – Airolo – Ambri-Piotta – Faido – Lavorgo – Bodio – Biasca – Castione-Arbedo – Bellinzone – Giubiasco – Cadenazzo – Tenero – Locarno
- 27 Bâle CFF –  Liestal – Sissach – Gelterkinden – Olten – Zofingue – Sursee – Lucerne
- 70 Lucerne – Zoug – Gare centrale de Zurich
- 75 Lucerne – Rotkreuz – Zoug – Baar – Thalwil – Gare centrale de Zurich – Winterthour – Constance
- Gare centrale de Zurich - Zurich Enge - Baar - Zoug (- Cham) - Rotkreuz - Lucerne (en heure de pointe en semaine)
- Lucerne ‒ Küssnacht am Rigi ‒ Arth-Goldau ‒ Pfäffikon ‒ Rapperswil ‒ Wattwil ‒ Saint-Gall (Voralpen-Express)
- (Luzern-Interlaken Express) Lucerne – Sarnen – Sachseln – Giswil – Kaiserstuhl OW – Lungern – Brünig-Hasliberg – Meiringen – Brienzwiler – Brienz – Brienz West – Ebligen – Oberried am Brienzersee – Interlaken-Est
- (Luzern-Engelberg Express) Lucerne – Stans – Dallenwil – Niederrickenbach Station – Wolfenschiessen – Grafenort – Engelberg

En complément circulent deux lignes RegioExpress cadencées à l'heure au départ de Lucerne :
- Olten - Aarburg-Oftringen - Zofingue - Reiden - Dagmersellen - Nebikon - Wauwil - Sursee - Sempach-Neuenkirch - Emmen - Lucerne
- Berne - Konolfingen - Langnau - Trubschachen - Escholzmatt - Schüpfheim - Entlebuch - Wolhusen - Malters - Lucerne (via la ligne de l'Emmental, circulant couplé avec la ligne S7 du RER lucernois de Lucerne à Wolhusen)

#### RER lucernois
La gare de Lucerne est le centre névralgique du RER lucernois, assurant des liaisons rapides à fréquence élevée dans l'ensemble du canton de Lucerne. Elle est desservie par de nombreuses lignes desservant, le plus souvent suivant une cadence semi-horaire ou, à défaut, horaire, de nombreuses communes du canton de Lucerne mais aussi des cantons voisins,.
- S1 Sursee - Sempach-Neuenkirch - Lucerne - Rotkreuz - Zoug - Baar
- S3 Lucerne - Immensee - Arth-Goldau - Schwyz - Brunnen
- S4 Lucerne - Kriens Mattenhof - Hergiswil - Stans - Dallenwil - Wolfenschiessen
- S44 Lucerne - Hergiswil - Stansstad - Stans (circule uniquement aux heures de pointe en renfort de la ligne S4[18])
- S5 Lucerne - Kriens Mattenhof - Hergiswil - Alpnachstad - Alpnach Dorf - Sarnen - Sachseln - Giswil
- S55 Lucerne - Hergiswil - Alpnachstad Dorf - Sarnen - Sachseln (circule uniquement aux heures de poinet en renfort de la ligne S5[19])
- S6 Lucerne - Littau - Malters - Wolhusen - Langnau/Langenthal
- S77 Lucerne - Littau - Malters - Wolhusen - Willisau (circule uniquement à certaines heures[20])
- S9 Lucerne - Emmenbrücke - Ballwil - Hochdorf - Baldegg - Gelfingen - Hitzkirch - Ermensee - Mosen - Birrwil - Boniswil - Hallwil - Seon - Lenzbourg
- S99 Lucerne - Emmenbrücke - Ballwil - Hochdorf (circule uniquement en début et fin de journée en parallèle de la ligne S9[21])

### Intermodalité
Devant la gare ferroviaire se situe une importante gare routière desservie notamment par les transports publics de Lucerne assurés par Verkehrsbetriebe Luzern (VBL) avec les lignes 1, 2, 4, 6, 7, 8, 10, 11, 12, 14, 18, 19, 20, 21, 24, 50, 52, 61, 71, 72 et 73 auxquelles s'ajoutent les lignes nocturnes N1 à N8 et les lignes FlugBus (FB) 61 circulant une fois par jour de Beckenried à l'aéroport international de Zurich et 62 reliant une fois par jour Kriens à l'EuroAirport de Bâle-Mulhouse-Fribourg via Lucerne.
La gare est également desservie à distance par des liaisons par bateau assurées par la compagnie SGV sur le lac des Quatre-Cantons. À cet arrêt partent des bateaux de la ligne 3600F à destination de Flüelen via Brunnen, 3601 vers Stansstad et Alpnachstad, 3601.1 vers Kehrsiten-Bürgenstock, 3602 vers Küssnacht et 3603 vers le port de Meggenhorn.